# The Miracle (canción)
«The Miracle» es la tercera canción y el quinto y último sencillo del disco con el mismo nombre, realizado en 1989 por la banda de Rock inglesa Queen.
La canción fue escrita por Freddie Mercury luego que él y John Deacon sacaran unos acordes y decidieran cuales debían incluirse. No obstante, todos los miembros contribuyeron con la letra de la canción. Mientras Brian May y Freddie Mercury eligieron esta canción como una de sus favoritas, Roger Taylor afirmó que no era una canción que le gustara mucho, declarando que era "una canción increíblemente compleja".
La canción describe las creaciones grandes y pequeñas de Dios (All God's creations great and small), como construcciones entre las que están el Taj Mahal, la Torre de Babel o el Golden Gate, todas descritas como milagros en la canción. La canción también hace mención a figuras famosas como la Mona Lisa, Capitán Cook, Caín y Abel o Jimi Hendrix. La doble lectura de The Miracle está en una visión esperanzadora de Freddie Mercury frente a su enfermedad, algo que cambia dramáticamente en su siguiente álbum Innuendo, que se convierte en una verdadera pieza dramática con un Freddie Mercury agonizando.
Se dice que el título hace referencia a la enfermedad de Freddie, ya que los doctores afirmaron que Freddie Mercury moriría por su enfermedad entre 1988 a 1989, pero el resistió y llegó a 1991; así que fue un milagro haber llegado a esos años.
El videoclip muestra a cuatro niños sobre el escenario, incluyendo a un por aquel entonces desconocido Ross McCall como Freddie, quien va cambiando de ropa y de look, reflejando los cambios que tuvo Freddie a través de los años que estuvo en la banda. Al final aparecen los miembros originales, quienes interactúan a la par con sus respectivas "versiones infantiles". Los otros tres niños son Paul Howard (como Brian May), James Currie (como John Deacon) y Adam Gladdish (como Roger Taylor). Este video fue dirigido por Rudi Dolezal y Hannes Rossacher, y filmado en los Elstree Studios.
- Datos: Q368668